# 920 a.C.
Il 920 a.C. (CMXX a.C. in numeri romani) è un anno  del X secolo a.C.

## Eventi
- Secondo i cronografi Agesilao I diviene Re di Sparta